# Unité urbaine de Castres
L'unité urbaine de Castres est une unité urbaine française centrée sur la ville de Castres, sous-préfecture du département du Tarn au cœur de la deuxième agglomération urbaine du département.

## Données générales
Dans le zonage réalisé par l'Insee en 2010, l'unité urbaine était composée de huit communes.
Dans le nouveau zonage réalisé en 2020, elle est composée des huit mêmes communes.
En 2022, avec 58 004 habitants, elle représente la 2e unité urbaine du département du Tarn et occupe le 12e rang dans la région Occitanie, après l'unité urbaine de Saint-Cyprien (11e rang régional) et avant l'unité urbaine de Narbonne(13e rang régional).
En 2021, sa densité de population s'élève à 282 hab/km2. Par sa superficie, elle représente 3,57 % du territoire départemental mais, par sa population, elle regroupe 14,72 % de la population du département du Tarn.

## Composition 2020 de l'unité urbaine
Elle est composée des huit communes suivantes :
| Nom                    | Code Insee | Département | Statut       | Superficie (km2) | Population (dernière pop. légale) | Densité (hab./km2) | Modifier                                    |
| ---------------------- | ---------- | ----------- | ------------ | ---------------- | --------------------------------- | ------------------ | ------------------------------------------- |
| Castres (ville-centre) | 81065      | Tarn        | ville-centre | 98,17            | 42 700 (2022)                     | 435                | modifier les données · modifier les données |
| Burlats                | 81042      | Tarn        | banlieue     | 32,62            | 2 010 (2022)                      | 62                 | modifier les données · modifier les données |
| Cambounet-sur-le-Sor   | 81054      | Tarn        | banlieue     | 7,65             | 972 (2022)                        | 127                | modifier les données · modifier les données |
| Lagarrigue             | 81130      | Tarn        | banlieue     | 4,86             | 1 786 (2022)                      | 367                | modifier les données · modifier les données |
| Roquecourbe            | 81227      | Tarn        | banlieue     | 16,65            | 2 181 (2022)                      | 131                | modifier les données · modifier les données |
| Saïx                   | 81273      | Tarn        | banlieue     | 13,79            | 3 714 (2022)                      | 269                | modifier les données · modifier les données |
| Soual                  | 81289      | Tarn        | banlieue     | 14,17            | 2 649 (2022)                      | 187                | modifier les données · modifier les données |
| Viviers-lès-Montagnes  | 81325      | Tarn        | banlieue     | 17,91            | 1 992 (2022)                      | 111                | modifier les données · modifier les données |

## Évolution démographique
| 1968   | 1975   | 1982   | 1990   | 1999   | 2010   | 2015   | 2021   | 2022   |
| ------ | ------ | ------ | ------ | ------ | ------ | ------ | ------ | ------ |
| 48 039 | 54 686 | 56 215 | 57 377 | 56 710 | 56 499 | 56 432 | 57 935 | 58 004 |

#### Données générales
- Unité urbaine en France
- Aire d'attraction d'une ville
- Liste des unités urbaines de France

#### Données démographiques en rapport avec l'unité urbaine de Castres
- Aire d'attraction de Castres
- Arrondissement de Castres

#### Données démographiques en rapport avec le Tarn
- Démographie du Tarn